# جولدي هيل
جولدي هيل (بالإنجليزية: Goldie Hill)‏ هي كاتبة غنائية ومغنية وعازفة قيثارة أمريكية، ولدت في 11 يناير 1933 في مقاطعة كارنس في الولايات المتحدة، وتوفيت في 24 فبراير 2005 في تينيسي في الولايات المتحدة بسبب سرطان.

## وصلات خارجية
- جولدي هيل على موقع IMDb (الإنجليزية)
- جولدي هيل على موقع ميوزك برينز (الإنجليزية)
- جولدي هيل على موقع أول ميوزيك (الإنجليزية)
- جولدي هيل على موقع ديسكوغز (الإنجليزية)